# WorldStar 4
O WorldStar 4 foi um satélite de comunicação geoestacionário foi parcialmente construído pela Alcatel Space e Astrium que seria de propriedade da 1worldspace e era para ser usado com back-up, mas o mesmo foi cancelado. O satélite seria baseado na plataforma Eurostar-2000+.

## História
O WorldStar 4 iria fazer parte de uma série de satélites de telecomunicações operados pela 1orldspace Corporation, organização sediada nos Estados Unidos com entrega de serviços de comunicações de áudio e multimédia digitais via satélite direto para mercados emergentes e carentes do mundo, incluindo a África, Oriente Médio, Ásia, América Latina e Caribe. O sistema operacional, que transmitia áudio, texto e imagens para um público de mais de 4,6 bilhão de pessoas em todo o mundo usando uma nova geração de receptores portáteis de baixo custo, a frota da empresa conta com dois satélites em órbita, o AfriStar, lançado em 1998, e AsiaStar, lançado em 2000. A construção de um terceiro satélite - chamado inicialmente de CaribStar, depois AmeriStar e agora AfriStar 2 - já foi concluído, mas o lançamento é agora improvável. O quarta, o WorldStar 4, foi originalmente planejado como back-up, e chegou ser parcialmente concluído, mas posteriormente foi cancelado. Algumas das peças construídas foram reutilizadas (principalmente o sistema de propulsão) para outros projetos, outras foram descartadas.